# 1830 en France
Chronologie de la France
- 1826
- 1827
- 1828
- 1829
- 1830
- 1831
- 1832
- 1833
- 1834

Cette page concerne l'année 1830 du calendrier grégorien.

## Événements

### Janvier

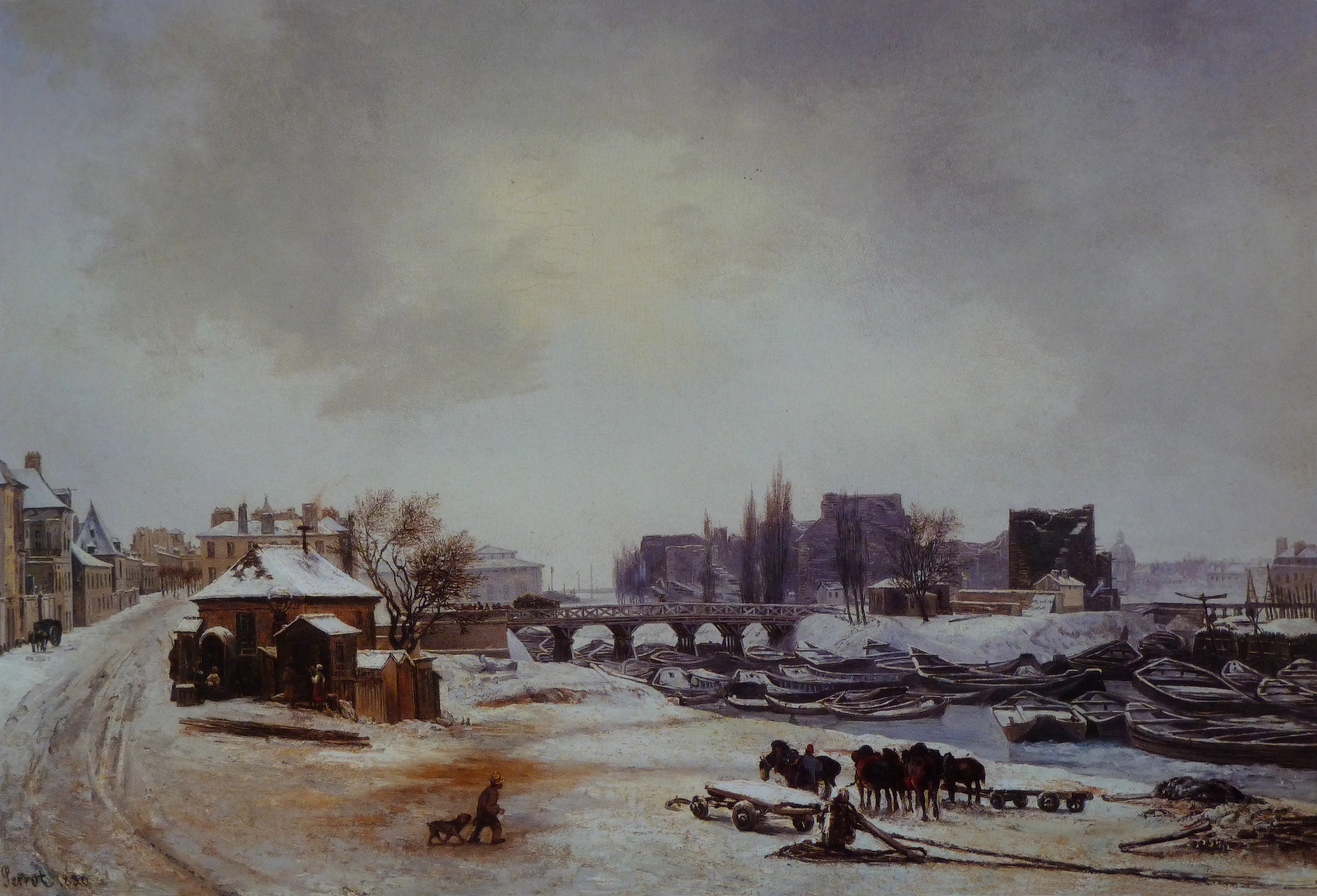
L'île Louviers sous la neige lors de l'hiver 1830. Antoine Perrot, musée Carnavalet.

- 6 décembre 1829-19 janvier et 24 janvier-8 février : période de froid intense[1].
- 3 janvier : premier numéro du National fondé par Adolphe Thiers, Armand Carrel et François-Auguste Mignet qui ont essayé, en vain, de se rapprocher du Globe[2].
- 19 janvier : fondation de la Conspiration La Fayette ou Association de Janvier[3].
- 23 janvier : Guizot est élu député de l'Eure[4].
- 31 janvier : le gouvernement décide d'intervenir à Alger[5], et l'annonce le 2 mars par le discours du trône.

- Mme Récamier engage Quinet à venir la voir[6].

### Février
- 7 février : préparatifs de l'expédition contre Alger[7].
- 12 février - 21 février : froid intense, suivit d'un dégel complet[1].
- 14 février : ordonnance royale sur l'instruction primaire portée par le ministre Guernon-Ranville. Elle prescrit l’établissement d’écoles primaires dans toutes les communes et la « généralisation des classes modèles » dans chaque académie[8].
- 15 février : première parution sous sa nouvelle forme du Globe (de Leroux et Dubois, qui devient quotidien[9]. Il compte parmi ses rédacteurs Sainte-Beuve, Damiron, Jouffroy, Magnin, Patin, Rémusat, Duvergier de Hauranne, Duchâtel et Vitet.
- 4 février : « Le roi n'administre pas, ne gouverne pas, il règne », formule de Adolphe Thiers publié dans un article du National, qui résume la pensée de ceux qui se rallient à une monarchie parlementaire[10].

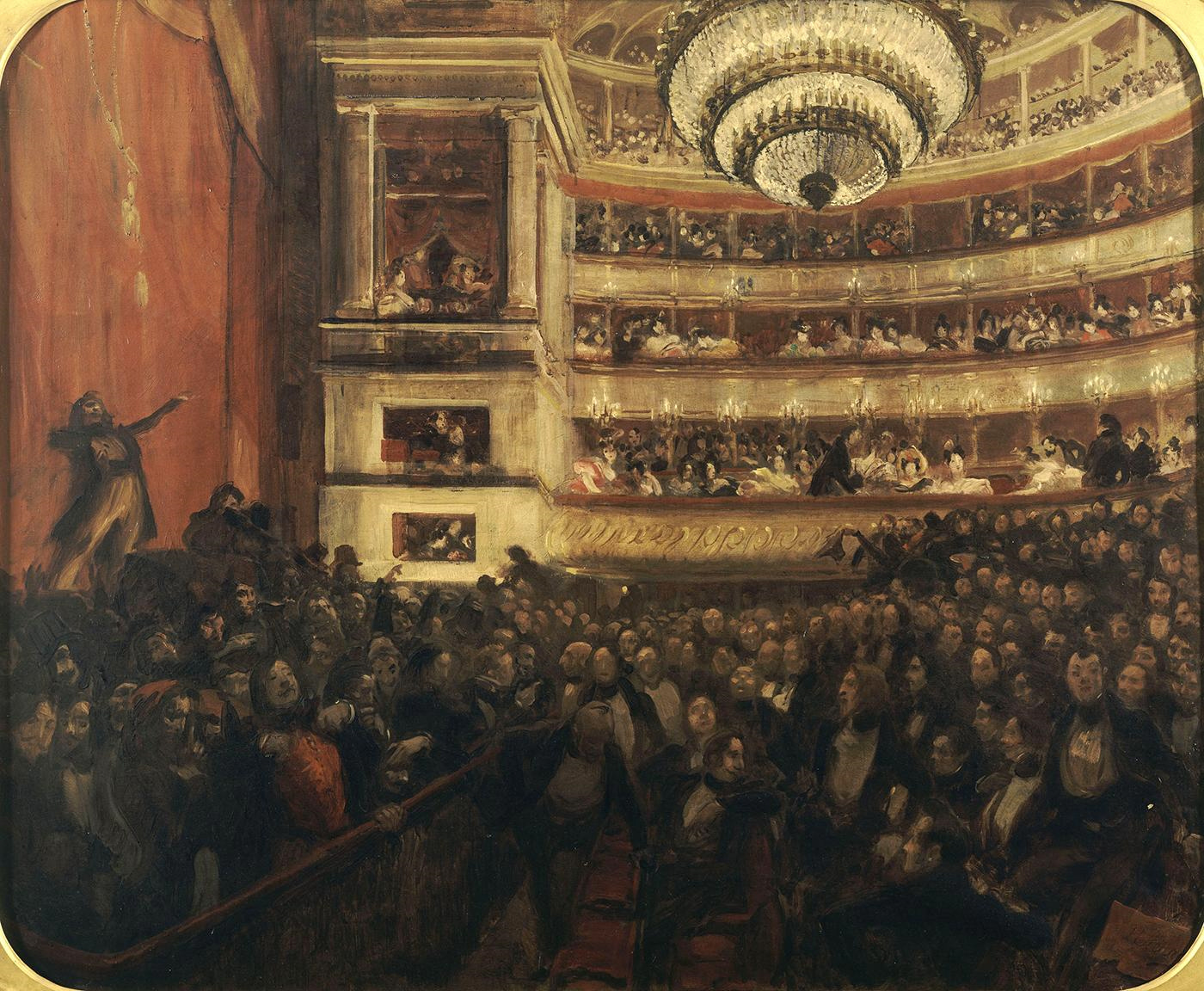
La Première d’Hernani, 1830, Albert Besnard.

- 25 février : bataille d'Hernani. Représentation dans une atmosphère surchauffée à la Comédie-Française de la pièce Hernani de Victor Hugo, qui devient le chef de file de l'engagement politique en France[11]. Trente-six représentations jusqu'au 22 juin.
- 28 février : incendie à Brémoy, dans l'arrondissement de Vire (Calvados), premier d'une série d'incendies mystérieux qui atteignent les régions périphériques du Bassin parisien au printemps[12]. En 40 jours, 34 incendies ou tentatives sont déclenchés[12]. L'épidémie incendiaire gagne l'arrondissement de Mortain dans sud de la Manche entre mars et avril, avant d'embraser l'ensemble de la Manche, du Calvados et de l'Orne entre mai et juin (199 incendies identifiés formellement dont 79 dans le Calvados, 100 dans la Manche). La Mayenne, la Sarthe, l'Eure et le Maine-et-Loire sont également touchés (53 incendies)[13]. Des administrateurs demandent des mesures de police pour éviter des mouvements populaires. Le général de Latour-Foissac est envoyé le 24 mai avec deux régiments de la garde royale pour lutter contre les pyromanes et désarmer les paysans[14].

### Mars
- 2 mars : ouverture de la session parlementaire[15]. Discours du trône. Charles X menace l'opposition et annonce l'intervention d'Alger[5].
- 15 et 16 mars : discussion de l'adresse des 221 pour le refus du concours aux ministres[4].
- 16 mars : la majorité des députés, en réponse au discours du trône, réclame la démission des ministres. Par une Adresse au roi, deux cent vingt et un députés de l'opposition votent la défiance contre le ministère Polignac ; début d'une intense agitation politique[15].
- 18 mars : présentation de l'Adresse au roi[5].
- 19 mars : la session de la Chambre est prorogée au 1er septembre[15].

### Avril
- 1er avril :
  - banquet donné aux Vendanges de Bourgogne, restaurant du Faubourg Poissonnière. Discours d'Odilon Barrot qui déclare que les voies légales suffisaient au triomphe de la liberté, mais ajoute « si ces voies étaient fermées, alors il n'y aurait d'autre ressource que dans le courage des citoyens, et le courage ne manquerait pas »[12].
  - réception de Lamartine à l'Académie française[16].

### Mai
- 16 mai : en riposte aux prises de position des 221 députés, Charles X dissout la Chambre[15].
- 17 mai :
  - l'ordonnance de dissolution parait dans le Moniteur. Les légalistes Christophe de Chabrol de Crouzol, ministre des finances, et de Jean de Courvoisier, garde-des-sceaux, qui désaprouvent la mesure, donnent leur démission[17].
  - les souverains des Deux-Siciles sont les hôtes du roi de France à Saint-Cloud. Ils restent en France jusqu'au 30 juin[18].
- 19 mai : le comte de Peyronnet est nommé ministre de l'Intérieur, le baron de Montbel aux finances, Jean de Chantelauze à la Justice. Capelle obtient les travaux publics, ministère nouvellement créé[15].
- 25 mai : à Toulon, embarquement du corps expéditionnaire pour Alger[15].
- 31 mai : le duc d'Orléans donne une réception en l'honneur du roi de Naples, son beau-frère, au Palais-Royal. Charles X est présent. Salvandy (futur ambassadeur en Espagne), en passant à côté du duc, s'adresse au futur Louis-Philippe, pressentant la révolution de Juillet, « Monseigneur, ceci est une fête toute napolitaine ; nous dansons sur un volcan »[17].

### Juin
- 13 juin : proclamation du roi à l'occasion des élections[15].
- 14 juin : début de l'expédition d'Alger. Trente-huit mille hommes conduits par le général de Bourmont, ministre de la guerre, débarquent à Sidi-Ferruch, à 25 km à l'ouest d'Alger[15].
- 21 juin : ajournement des élections dans 20 départements, dont la Seine, aux 12 et 19 juillet[19].
- 23 juin-19 juillet : victoire de l'opposition aux élections[20].
- 23 juin : Benjamin Constant est réélu à Strasbourg. Malade, il s'installe à la campagne le 23 juillet[21].
- 28 juin : le tronçon de seize kilomètres de la ligne de chemin de fer Givors-Grand-Croix est ouvert au public[22].

### Juillet
- 3 juillet : élection d'une nouvelle chambre. Au terme de la deuxième journée des élections, l'opposition au ministère (républicains et orléanistes) sort renforcée ; de 221, elle passe à 274 députés sur 428[23].

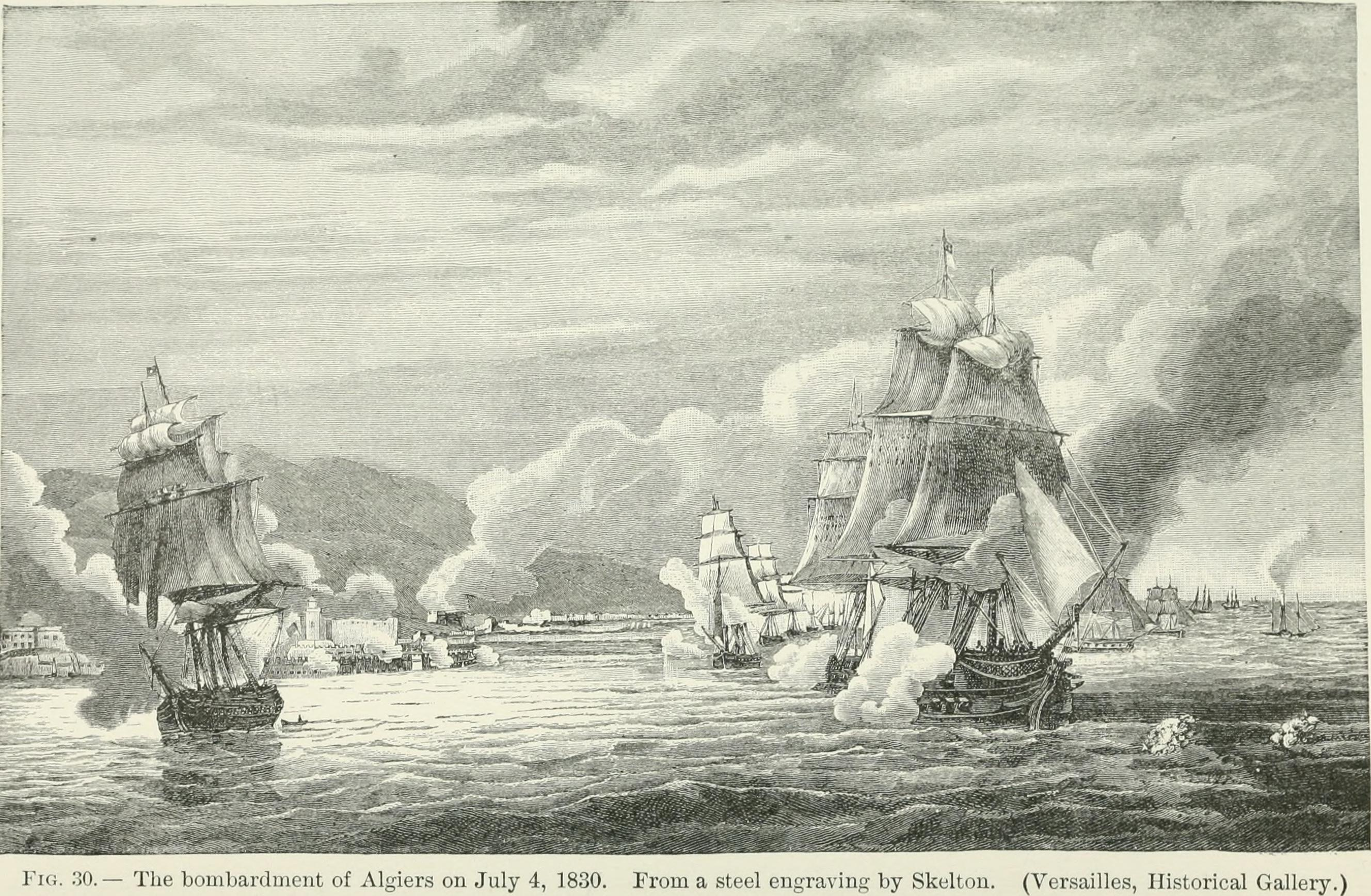
Bombardement d'Alger, le 4 juillet 1830.

- 5 juillet : prise d'Alger. Capitulation du dey Hussein[15]. L'Algérie devient colonie française. Sur le plan diplomatique, l'expédition d'Alger, réalisée sans tenir compte des questions de la Grande-Bretagne sur les intentions de la France, déterminera son ambassadeur à ne pas soutenir la dynastie lors de la révolution de Juillet. L'envoi en Afrique et la concentration dans le sud de la France de nombreuses troupes ne peut que faciliter le succès d'une insurrection parisienne.
- 17 juillet : Barthélemy Thimonnier et l'ingénieur des mines Auguste Ferrand déposent le brevet de la première machine à coudre[24].
- Nuit du 18 au 19 juillet : première apparition de la Vierge Marie à Catherine Labouré au couvent parisien de la rue du Bac. Elle lui aurait annoncé la chute de la monarchie…[25]
- 19 juillet : fin des élections ajournées[26].
- 25 juillet : après la victoire de l'opposition aux élections (23 juin-19 juillet) Charles X utilise l'article 14 de la Charte et signe les quatre ordonnances de Saint-Cloud qui restreignent la liberté de la presse, modifient la loi électorale (modification du cens, la patente étant exclue des impôts considérés comme valables), dissolvent la chambre des députés et convoquent les collèges électoraux pour le mois de septembre, et procèdent à des nominations de conseillers d'État[15].
- 26 juillet :
  - publication dans Le Moniteur des ordonnances de Saint-Cloud[27].
  - réunion des journalistes dans les bureaux du National. Protestation rédigée par quarante-quatre journalistes, dont Thiers[15].

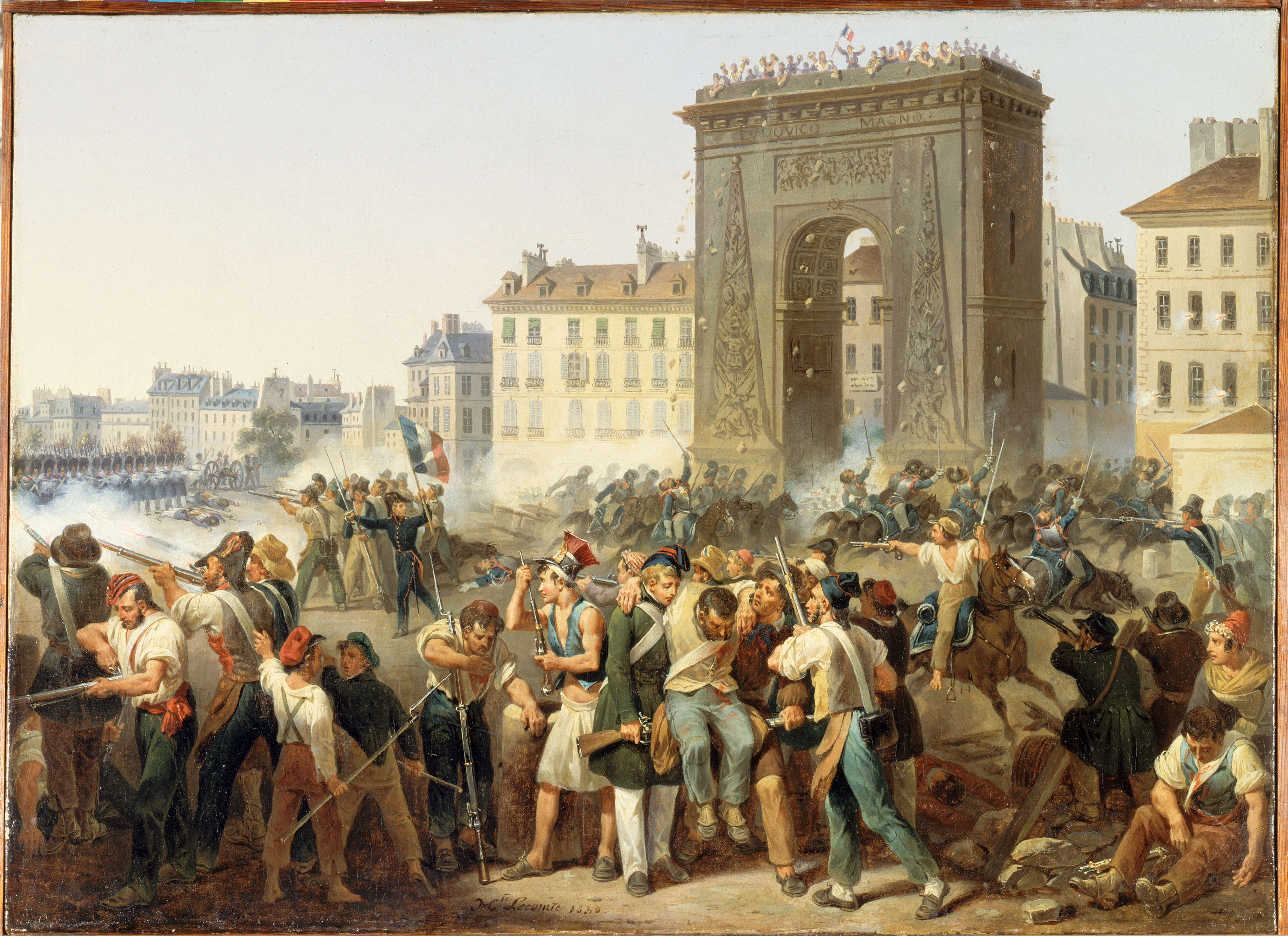
28 juillet : combat de la Porte Saint-Denis.

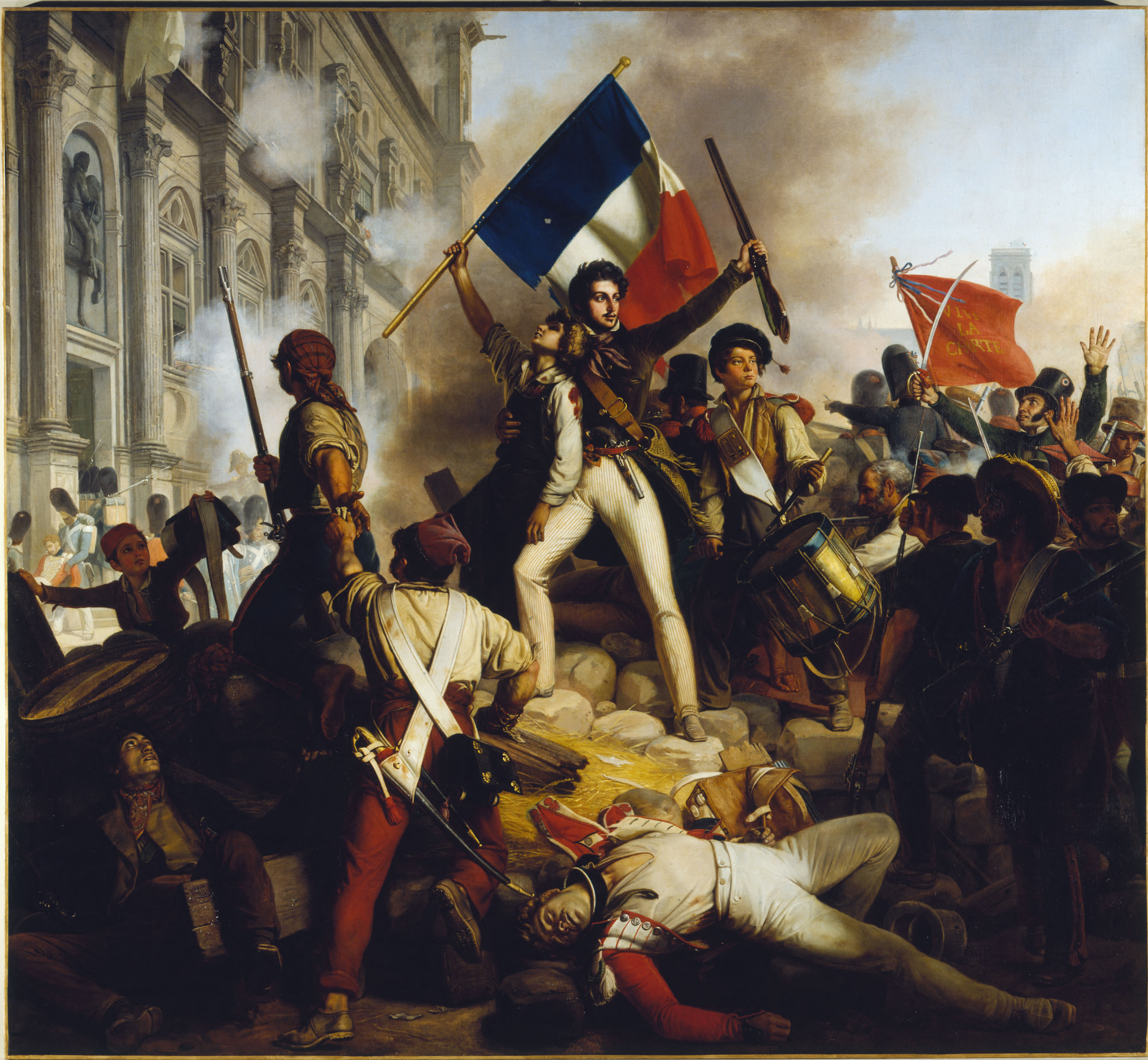
28 juillet : combat devant l'hôtel de ville.

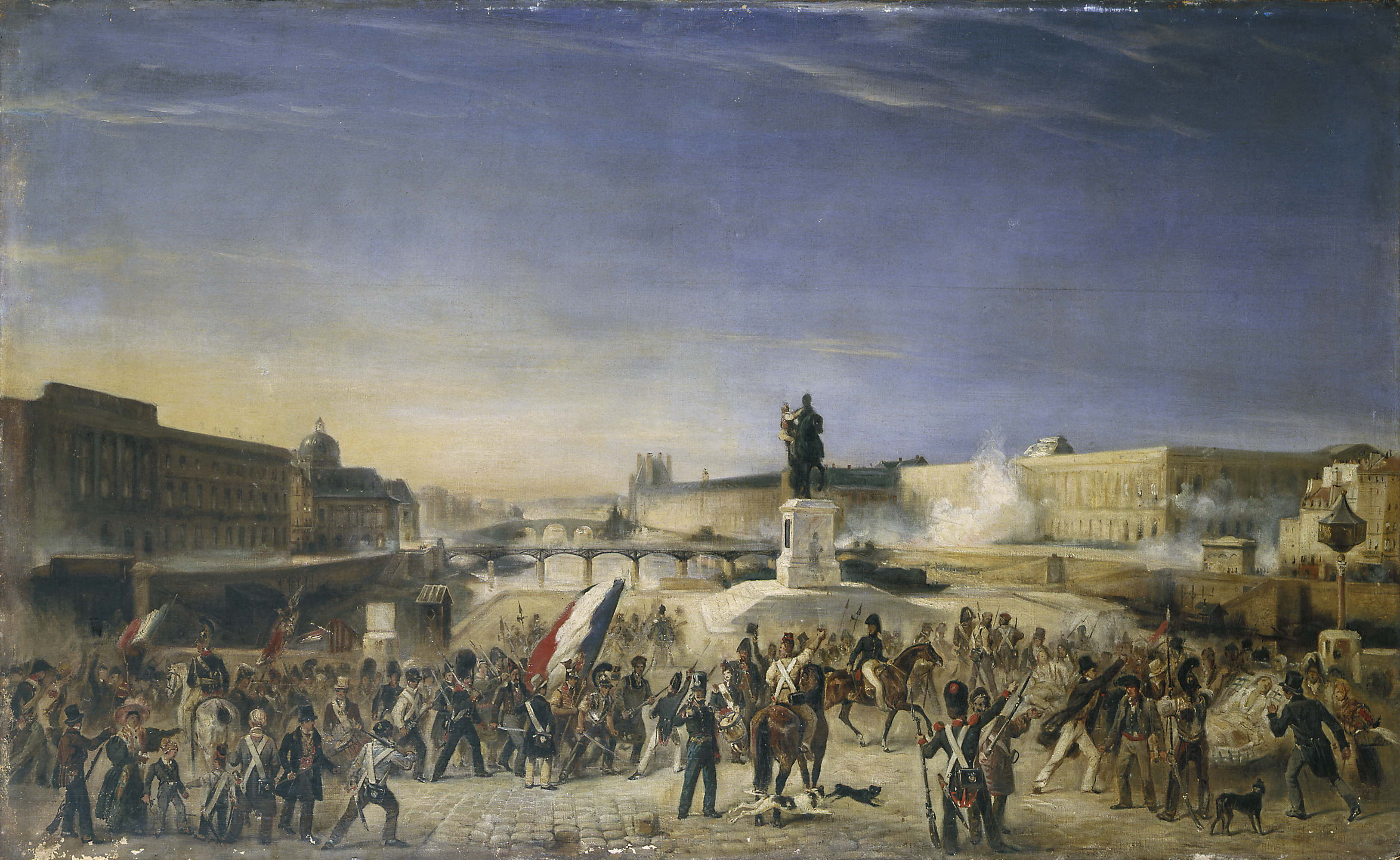
29 juillet : attaque du Louvre.

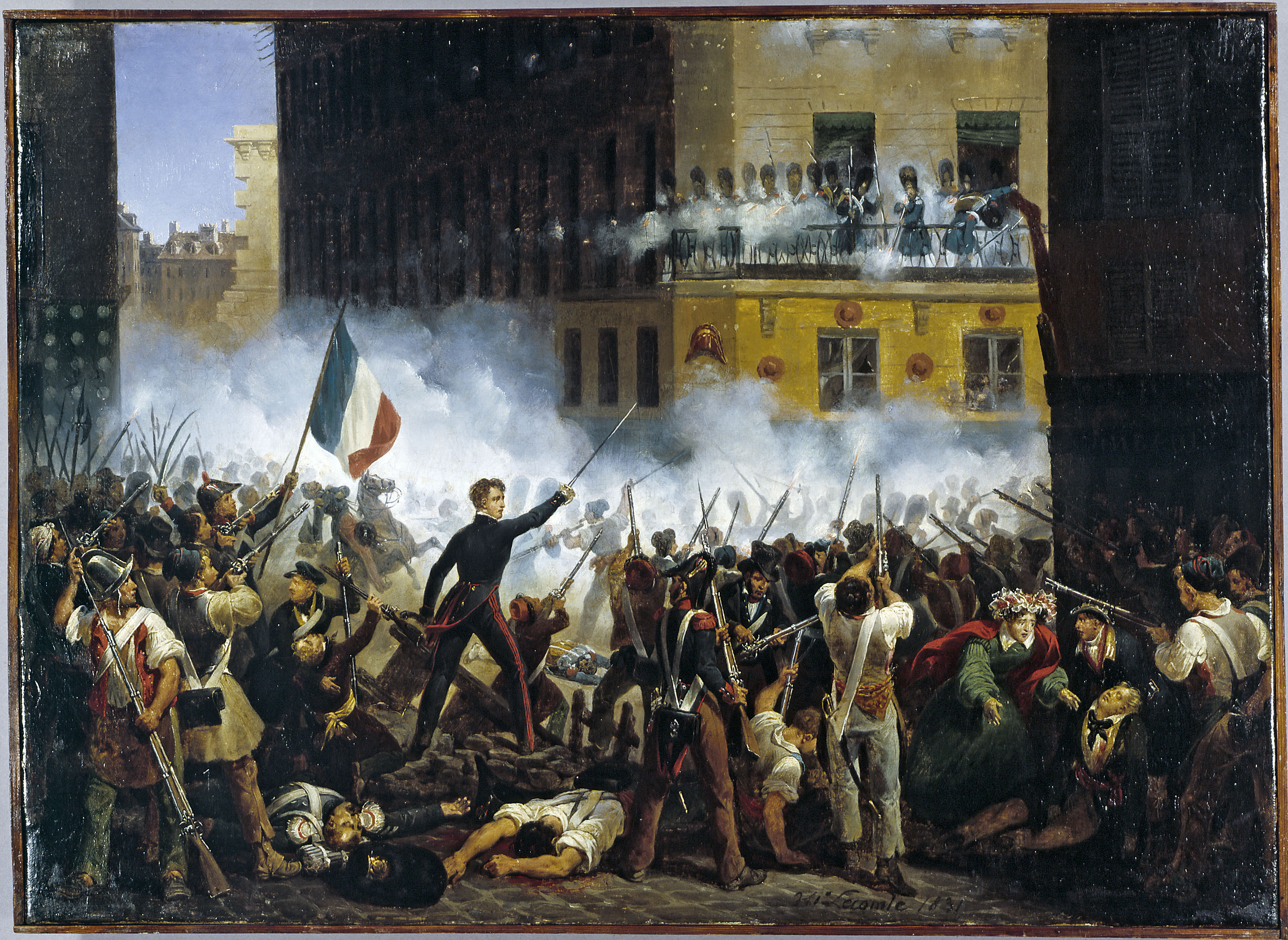
29 juillet : combat de la rue de Rohan.

- 27 - 29 juillet : révolution de juillet ou les Trois Glorieuses (en référence aux journées d'émeutes des 27, 28, 29 juillet)[28].
- 27 juillet :
  - arrêt du tribunal de commerce portant que « l'ordonnance royale du 25 juillet, étant contraire à la charte, ne saurait être obligatoire pour personne. »[15]
  - à la suite de la saisie des presses de quatre journaux (Le National, Le Temps, Le Globe, Le Journal du Commerce) qui ont paru sans autorisation du gouvernement, la résistance des ouvriers typographes déclenche l'insurrection parisienne contre les ordonnances[28]. Celle-ci est en outre électrisée par le nomination du maréchal Marmont, duc de Raguse, comme commandant militaire de Paris[29]. La Révolution est le fait du petit peuple (boutiquiers, manœuvres ou domestiques). Premières barricades[30].
  - réunion des députés chez Casimir Perier[15].
  - combats aux environs du Palais-Royal[15].
- 28 juillet : combats près de l'Hôtel de Ville, dans les rues Saint-Denis et Saint-Martin[15]. Marmont écrit à Charles X qui se trouve au château de Saint-Cloud : « Ce n'est plus une émeute, c'est une révolution. » Charles X signe une ordonnance mettant Paris en état de siège. Les insurgés parviennent à s'emparer de l'hôtel de ville pendant que les ministres apeurés se réfugient au palais des Tuileries sous la protection de Marmont[31]. La défense du régime échoue : manque d'effectifs, mauvaise coordination et manque d'approvisionnement des troupes. Les combats font 800 morts et 4 500 blessés du côté des insurgés, 200 morts et 800 blessés de celui de l'armée.
- 29 juillet :
  - prise de la poudrière d'Écharcon en Essonne, du Louvre, des Tuileries, de la caserne Babylone[15].
  - les ouvriers typographes parisiens détruisent les presses mécaniques de l'Imprimerie royale[32].
  - à la suite de la défection de deux régiments qui passent aux insurgés, les troupes de Marmont doivent évacuer Paris et s'installer dans le bois de Boulogne[33]. La Fayette est nommé par les députés réunis chez Laffitte commandant de la garde nationale (dissoute en 1827) et le général Gérard le commandement des troupes de ligne. Une commission municipale provisoire, composée de Casimir Perier, du général Mouton, de Pierre-François Audry de Puyraveau, François Mauguin et Auguste de Schonen, est chargée d'administrer la capitale. Charles X, isolé à Saint-Cloud, remplace trop tard Polignac par le duc de Montemart qui forme un ministère libéral ; mais alors que les insurgés parisiens crient « Vive la République », à l’hôtel de ville, Lafayette déclare que « toute réconciliation est impossible, et que la famille royale a cessé de régner »[26].
- 30 juillet :
  - sous l'impulsion du banquier Jacques Laffitte, d'Adolphe Thiers et du général Sebastiani, les orléanistes passent à l'offensive[26]. Un manifeste invitant à appeler comme roi le duc d'Orléans est publié dans Paris après avoir rallié 47 des 50 députés présents dans la capitale, désireux d'éviter la proclamation de la République ou celle du duc de Reichstadt. À Neuilly-sur-Seine, dans la soirée, une délégation de députés propose la lieutenance générale du royaume à Louis Philippe d'Orléans, qui se rend au Palais-Royal où il passe la nuit[34].
  - Benjamin Constant rédige avec Sébastiani une déclaration en faveur de Philippe d'Orléans et fait partie du cortège qui l'accompagne à l'Hôtel de ville le lendemain[21].
  - mal en cour, mais très populaire pour ses combats sans relâche en faveur de la liberté de la presse, Chateaubriand est porté en triomphe par la jeunesse des écoles alors qu'il se rend à la chambre des pairs[35]. Aux cris de « Vive la Charte », il répond : « Vive la Charte ! Vive le Roi ».
  - création de la Société des amis du peuple[34].

- 31 juillet :

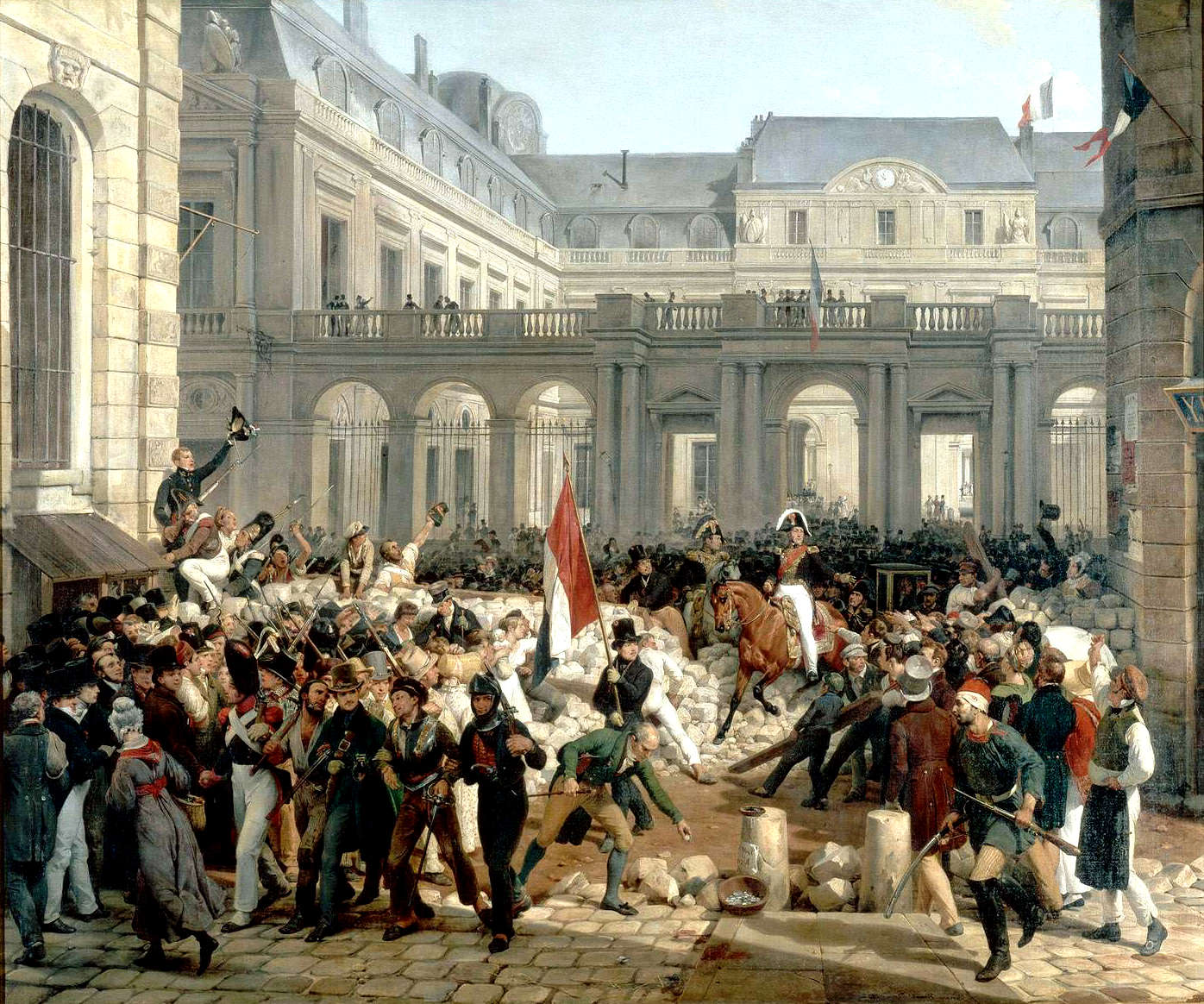
31 juillet : Louis-Philippe quitte le Palais-Royal.

  - dans la nuit, Charles X et sa famille quittent Saint-Cloud pour Trianon, puis Rambouillet[36].
  - au matin, Louis Philippe publie une proclamation dans laquelle il déclare accepter la lieutenance générale du royaume et conclut : « La Charte sera désormais une vérité. »[34]. 95 députés signent la proclamation qui annonce cette acceptation[37].
  - à l'hôtel de ville, Louis Philippe rencontre La Fayette qui approuve le nouveau régime, et le fait acclamer du balcon, écartant ainsi la menace républicaine. La commission municipale cherche à se transformer en exécutif provisoire et nomme des commissaires aux différents départements ministériels (V. Ministère nommé par la commission municipale de Paris)[26].

### Août
- 1er août : arrivé au château de Rambouillet dans la nuit du 31 juillet au 1er août, Charles X signe une ordonnance confiant au duc d'Orléans la lieutenance générale du royaume, que Louis-Philippe refuse de recevoir, l'ayant déjà acceptée des députés. Louis Philippe désigne des commissaires provisoires aux différents départements ministériels, en reprenant à peu de chose près les nominations faites par la commission municipale et remplace Bavoux par Girod de l'Ain à la préfecture de police. Une ordonnance rétablit officiellement la cocarde tricolore. Une autre ordonnance convoque les chambres pour le 3 août[26].
- 2 août : à Rambouillet, dans l'après-midi, Charles X abdique et son fils, le dauphin, contresigne cette abdication en faveur du jeune duc de Bordeaux, fils posthume du duc de Berry. Un message est adressé à Louis-Philippe pour l'inviter à faire proclamer l'avènement d'« Henri V ». Louis-Philippe décide d'envoyer l'acte d'abdication aux Chambres afin qu'elles se prononcent, ce qui revient à le priver d'effet. Il envoie à Rambouillet quatre commissaires - Odilon Barrot, le maréchal Maison, Augustin de Schonen et le duc de Coigny - chargés de négocier les conditions du départ de Charles X et de sa famille vers l'exil[26].
- 2 - 5 août : séries de nominations au gouvernement, dans la haute administration, dans l'armée et dans la magistrature[38].

- 3 août :

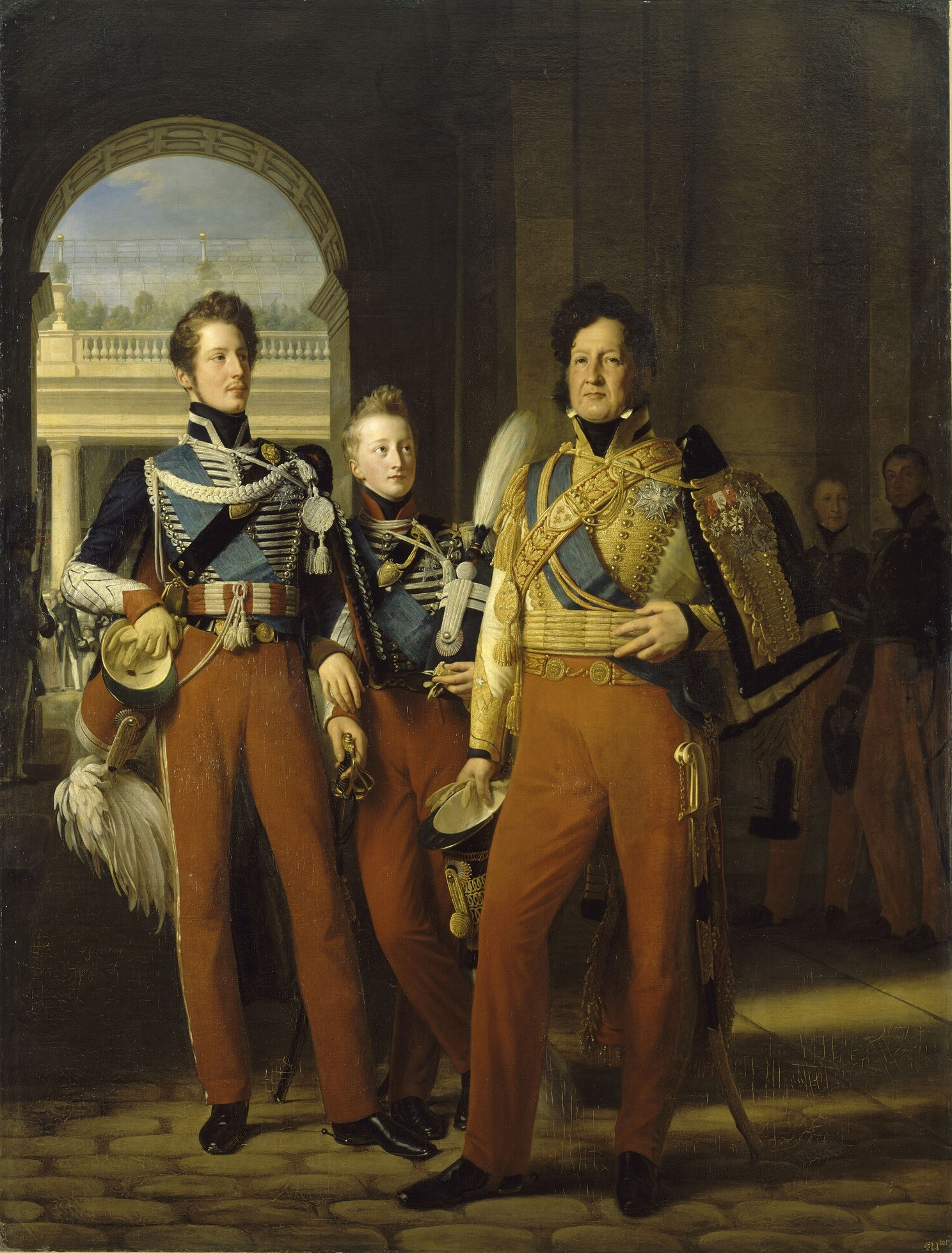
Hersent - Le duc d'Orléans, les ducs de Chartres et de Nemours.

  - sur ordre de Louis-Philippe, une troupe de 10 à 20 000 hommes de la Garde nationale, commandée par le général Pajol et le colonel Jacqueminot, marche sur Rambouillet pour contraindre Charles X au départ. Ce dernier se met en route vers Cherbourg où deux paquebots américains ont été dépêchés pour le prendre en charge[26].
  - à une heure de l'après-midi, Louis-Philippe préside à l'ouverture de la session des Chambres au palais Bourbon, accompagné de son deuxième fils, le duc de Nemours. Dans son discours, il jure de maintenir la Charte tout en annonçant les principes d'un certain nombre de réformes à conduire (organisation de la Garde nationale, application du principe du jugement par jury aux délits de presse, formation des administrations départementales et municipales, interprétation de l'article 14 de la Charte, fondement des ordonnances du 26 juillet), et communique l'abdication de Charles X, contresignée par le dauphin[26].
  - Louis-Philippe confère au duc de Chartres et au duc de Nemours la grand-croix de la Légion d'honneur[38].
  - dans la soirée, plusieurs députés mécontents se retrouvent chez Jacques Laffitte et décident d'en finir avec les Bourbons de la branche aînée en établissant clairement une nouvelle dynastie. Une proclamation est rédigée par Louis Bérard qui propose de conférer la couronne au duc d'Orléans à la condition qu'il entreprenne une révision de la Charte fondée sur les principes mentionnés dans son discours d'ouverture de la session parlementaire, complétés par plusieurs autres : responsabilité des ministres et des agents secondaires de l'administration, statut légal des militaires, réélection des députés promus à des fonctions publiques, égalité des cultes devant la loi, interdiction des troupes étrangères dans l'armée nationale, abolition de la noblesse, initiative des lois accordée aux Chambres, suppression du double vote, abaissement de l'âge et du cens électoral, reconstitution totale de la pairie[39].
- 4 août : lors d'un conseil des ministres qui examine la proposition de Bérard, Louis-Philippe charge le duc de Broglie et Guizot de préparer une révision de la Charte[40].
- 5 août :
  - Casimir Perier est proposé par la Chambre des députés comme président (174 voix contre 160 à Laffitte) et ce choix est ratifié le lendemain par Louis-Philippe[41].
  - Louis-Philippe accorde, sur sa cassette personnelle, une pension de 1 500 francs à l'auteur de La Marseillaise, Rouget de Lisle[42].
  - une ordonnance prescrit de rendre la justice au nom de « Louis-Philippe d'Orléans, duc d'Orléans, lieutenant général du royaume »[38].
- 5 au 7 août : la chambre s'occupe de la révision de la Charte[41]. Des bandes occupent de façon plus ou moins menaçante les édifices publics.
- 6 août :
  - Guizot communique à Bérard le projet de révision de la Charte qu'il a élaboré avec le duc de Broglie et reçoit de Boinvilliers le projet concurrent élaboré par les républicains (constitution républicaine sous forme de monarchie, déclaration des droits, ratification de la Constitution par le peuple, dissolution de la Chambre des députés, reconquête par la guerre de la frontière naturelle du Rhin)[43]. Dans la matinée, la Chambre des députés engage la discussion sur le projet de Bérard, tandis que les manifestants républicains cernent le Palais Bourbon. Le débat se focalise autour de la question de l'hérédité de la pairie[40].
  - nomination d'un Conseil municipal provisoire de quinze membres Paris sous le titre légal de conseil général du département de la Seine[44].
  - une ordonnance décide que le coq gaulois remplacera la fleur de lys sur la hampe des drapeaux de la garde nationale[38].

- 7 août :

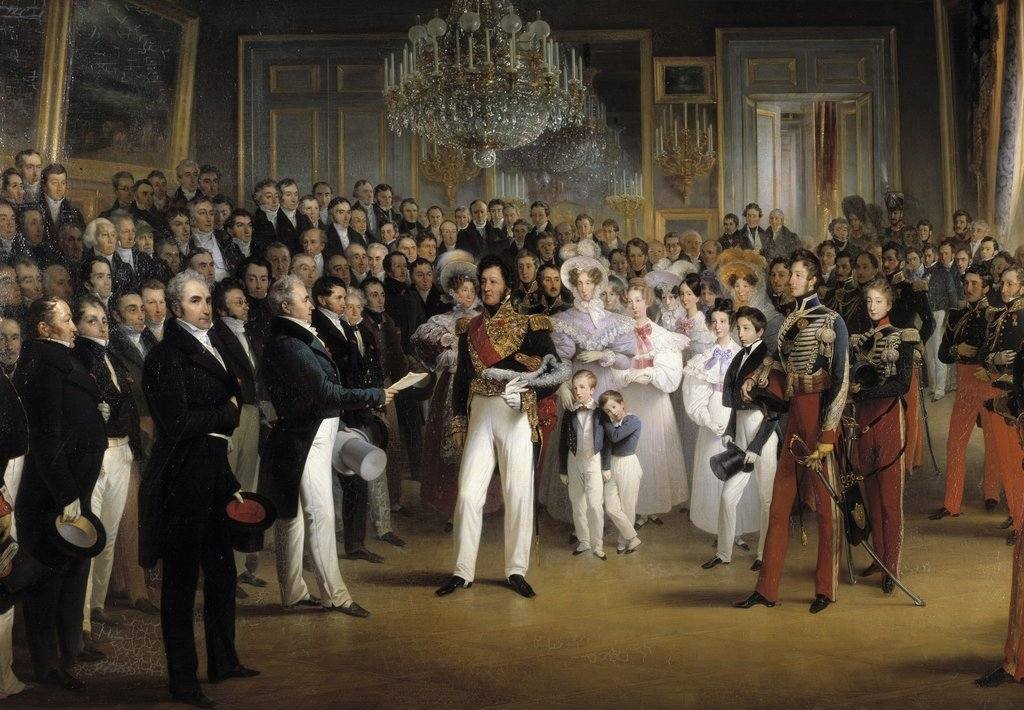
Le duc d'Orléans reçoit au Palais-Royal la Chambre des pairs (7 août 1830), François Joseph Heim (1787–1865), 1837, Musée de l'Histoire de France (Versailles).

  - par 219 voix contre 33 (sur 430 députés), la Chambre des députés adopte pour l'essentiel le projet de Bérard amputé. Invoquant le départ de Charles X et de sa famille et la violation de la Charte, les députés déclarent le trône vacant de fait et de droit et appellent Louis-Philippe d'Orléans au trône comme « roi des Français » (et non plus comme « roi de France ») en contrepartie de l'engagement par celui-ci de respecter la Charte, qui est modifiée sur plusieurs points : suppression du préambule, de l'article 6 (qui déclarait le catholicisme religion État), abolition de la censure, modification de l'article 14 sur les ordonnances royales, désormais cantonnées à l'exécution des lois, initiative des lois accordée aux deux Chambres, publicité des débats de la Chambre des pairs, élection des députés pour 5 ans, abaissement de l'âge d'éligibilité de 40 à 40 ans et de l'âge de l'électorat de 30 à 25 ans, élection des présidents des collèges électoraux par les électeurs et du président de la Chambre des députés par les députés, extension des possibilités de mise en accusation des ministres, abolition des tribunaux d'exception, serment de fidélité à la Charte prêté par le roi devant les Chambres, rétablissement de la cocarde tricolore, annulation des nominations de pairs faites par Charles X. L'article 27 sur l'hérédité de la pairie est renvoyé à un nouvel examen lors de la session de 1831, malgré les réclamations de La Fayette[40]. Enfin, la Chambre demande de pourvoir par des lois à un certain nombre de points : jury pour les délits de presse et les délits politiques, responsabilité des ministres et des fonctionnaires, réélection des députés promus à des fonctions publiques salariées, vote annule du contingent de l'armée, organisation de la Garde nationale, institutions départementales et municipales fondées sur l'élection, instruction publique et liberté de l'enseignement, fixation des conditions d'exercice du droit de vote et d'éligibilité.
  - dans la soirée, les députés se rendent en corps au Palais-Royal où Louis-Philippe proclame son adhésion à leur déclaration qu‘il affirme « conforme aux principes politiques [qu‘il a] professés toute [sa] vie ». Il paraît au balcon avec sa famille et reçoit les acclamations de la foule[45].
  - au Palais du Luxembourg, la Chambre des pairs adopte sans enthousiasme la déclaration des députés, par 89 voix sur 114 présents[45]. Chateaubriand prononce son dernier discours à la Chambre des pairs et refuse de prêter serment de fidélité au roi Louis-Philippe. Le 10 août, il renonce à sa pension de pair de France[46], pour entrer dans une opposition déterminée à « Philippe » (Louis-Philippe, duc d'Orléans devenu « roi des Français ») qu'il estime avoir « filouté » la couronne de France[47].
  - Louis-Philippe signe un acte de donation-partage qui répartit ses biens personnels entre ses enfants en s'en réservant l'usufruit, afin d'éviter que ceux-ci ne soient incorporés au domaine de la Couronne lors de son avènement[40].
- 8 août : sur les instances de La Fayette, et contre son premier mouvement, Louis-Philippe décide de régner sous le nom de Louis-Philippe Ier (et non de Philippe VII)[26]. Les formules « Par la grâce de Dieu… », « l'an de grâce… » et « sujets » sont abandonnées. Les ministres perdent les titres de « Monseigneur » et d'« Excellence ». Le fils aîné du roi est titré « prince royal », les filles et la sœur du roi sont titrées « princesses d'Orléans » (et non « filles de France ») et il est décidé que le sceau officiel de État portera les armes de la maison d'Orléans (de France au lambel d'argent), ce qui n'avait jamais été le cas par le passé lors de l'accession au trône d'un cadet (celui-ci prenant alors les pleines armes de France), manière de marquer le changement de dynastie et la solution de continuité entre le nouveau régime et celui qui l'a précédé[48].

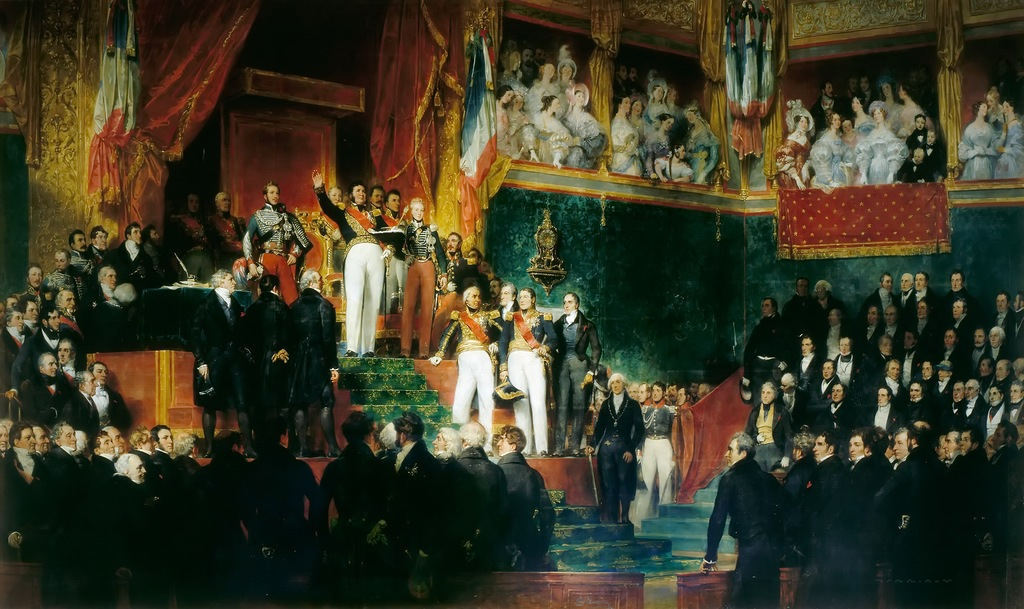
Eugène Devéria - Le roi Louis-Philippe Ier prête serment, en présence des chambres, de maintenir la Charte de 1830, 9 août 1830.

- 9 août : proclamation officielle de la monarchie de Juillet au palais Bourbon. Le duc d'Orléans accepte la couronne et devient Louis-Philippe Ier. Accompagné de ses deux fils, les ducs de Chartres et de Nemours, il prête serment devant les Chambres[20].
- 10 août : Louis-Philippe accorde le grade de lieutenant à tous les élèves de l'École polytechnique qui ont pris part aux Trois Glorieuses et des décorations aux étudiants des facultés de droit et de médecine qui se sont distingués pendant l'insurrection ; de manière plus polémique, il nomme le baron Pasquier à la présidence de la Chambre des pairs[38].
- 11 août : Louis-Philippe annonce la formation d'un ministère sans président du Conseil, le premier ministère du règne de Louis-Philippe Ier[20] ; Molé devient ministre des Affaires étrangères, le général Sébastiani, ministre de la Marine, le duc de Broglie, ministre de l'Instruction publique et des Cultes tandis que sont nommés quatre ministres sans portefeuille : Jacques Laffitte, Casimir Perier, André Dupin et Bignon. Guizot est ministre de l'intérieur.
- 13 août : le sceau de l'État reçoit les armes d'Orléans[49].
- 14 août : la nouvelle Charte est promulguée[50]. Le suffrage censitaire est étendu : 250 000 Français obtiennent des droits civiques, 58 000 sont éligibles.
- 16 août :
  - Charles X et sa famille s'embarquent à Cherbourg pour l'Angleterre[51].
  - une ordonnance nomme provisoirement (en attendant une loi) La Fayette commandant général des Gardes nationales du royaume. Le 23 août, il prend comme adjoint le général Dumas[52].
  - hostile au nouveau régime, Tocqueville consent néanmoins à prêter serment comme magistrat tandis qu'une partie de sa famille s'y refuse[53].
- 17 août : le général-comte Gérard est élevé à la dignité de maréchal de France[54].
- 19 août :
  - Louis-Philippe Ier écrit aux monarques de l'Europe pour leur notifier le début de son règne[55].
  - discussion à la Chambre de la question du serment que devront prêter les membres des deux chambres[56].
- 26 août : ordonnance rétablissant le Panthéon et sa sécularisation[57].
- 27 août :
  - ordonnance du roi rendant au barreau français ses anciennes franchises en reconnaissant à tout avocat inscrit au tableau le droit de concourir, par élection directe, à la nomination des membres du conseil et du bâtonnier de l'ordre, ainsi que le droit de plaider devant toutes les cours et tous les tribunaux du royaume sans avoir besoin d'aucune autorisation[58].
  - mort du prince de Condé, retrouvé pendu à l'espagnolette de sa chambre au château de Saint-Leu[57]. Son légataire universel est le duc d'Aumale, cinquième fils du roi.
  - Benjamin Constant est nommé président d'une section au conseil d'État[21].
- 29 août : Louis-Philippe passe en revue la Garde nationale au Champ-de-Mars[57].
- 31 août :
  - Lord Stuart de Rothesay, ambassadeur de Grande-Bretagne à Paris, remet ses lettres de créance à Louis-Philippe[59].
  - loi sur la prestation de serment au nouveau régime[60].

### Septembre
- 3 septembre : Talleyrand est nommé ambassadeur à Londres[61].
- 5 septembre : l'empereur d'Autriche François Ier, en accord avec la Russie et la Prusse, reconnaît la monarchie de Juillet[62].
- 12 septembre : loi qui soumet à la réélection les députés promus à des fonctions publiques[58].
- 21 septembre : lors d'une cérémonie en mémoire des quatre sergents de La Rochelle place de Grève, est signée une pétition qui demande l'abolition de la peine de mort[63].
- 25 septembre : 
  - à la Chambre des députés, le Gouvernement est interpellé sur l'agitation entretenue par les clubs républicains, notamment la Société des amis du peuple, tandis qu‘une cohorte d'habitants du quartier Montmartre envahit la salle des réunions de cette société et en disperse de force les membres[63].
  - au Vatican, la reconnaissance par Pie VIII de Louis-Philippe comme "roi très chrétien" lève l'ambiguïté du Saint-Siège et peremet le ralliement de la majorité de l'épiscopat au nouveau régime[64].
- 27 septembre : la Chambre des députés adopte à une forte majorité un projet de loi mettant en accusation des ministres de Charles X responsables des ordonnances du 26 juillet : Polignac, Peyronnet, Chantelauze et Guernon-Ranville[15].
- 30 septembre : suppression des 8 000 demi-bourses de 150 francs qui avaient été accordées aux écoles secondaires catholiques[49].

### Octobre
- 1er octobre : création du « Corps des zouaves »[65].

- 8 octobre :

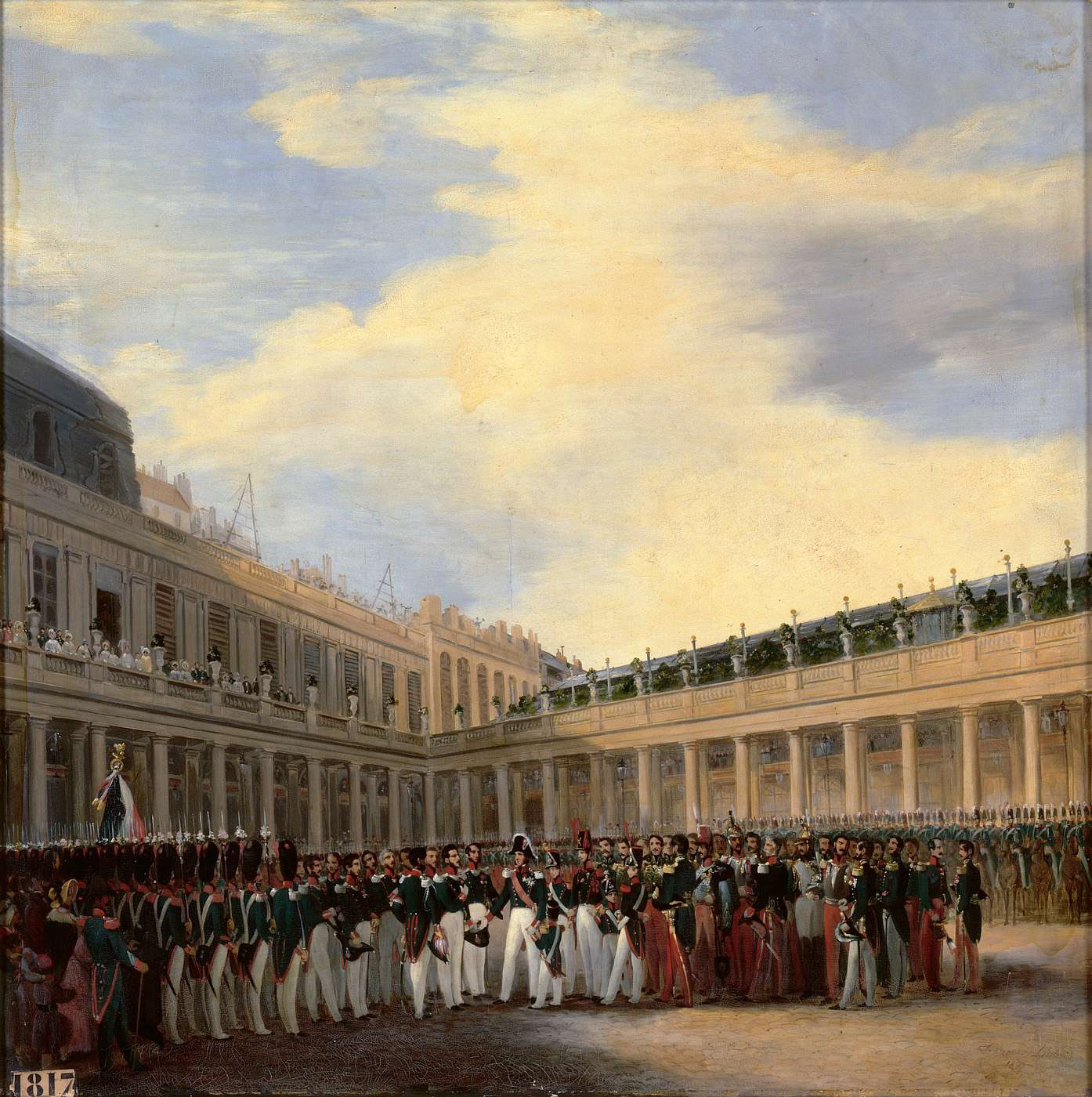
François Dubois - La garde nationale célèbre dans la cour du Palais-Royal, l'anniversaire de la naissance du roi, 6 octobre 1830.

  - loi mettant en œuvre le principe du jugement par jury pour les délits de presse[15].
  - la Chambre des députés vote, par 225 voix sur 246 votants, une adresse au roi l'invitant à présenter un projet de loi abolissant la peine de mort, au moins pour les délits politiques[66].
- 9 octobre : le roi reçoit l'adresse de la Chambre demandant l'abolition de la peine de mort dans les condamnations politiques[66].
- 11 octobre :
  - une ordonnance décide que des récompenses seront accordées à tous les blessés de la révolution de Juillet, que des pensions seront allouées aux parents, veuves et enfants des victimes. Une médaille commémorative est créée pour les participants aux Trois Glorieuses[49].
  - abrogation de la loi de 1825 dite « du sacrilège », punissant de mort les profanateurs d'hosties consacrées[49].
- 13 octobre :
  - l'ambassadeur d'Espagne à Paris remet ses lettres de créance à Louis-Philippe[49].
  - suppression des indemnités versées aux prêtres auxiliaires[49].
- 16 octobre : premier numéro de L'Avenir, journal catholique libéral fondé par Lamennais, Lacordaire et Montalembert[67].
- 17, 18 et 19 octobre : émeutes républicaines à Paris. Des manifestants envahissent le Palais-Royal puis marchent sur Vincennes pour lyncher les ministres de Charles X qui y sont détenus, mais que le général Daumesnil refuse de leur livrer. L'émeute sert de détonateur à la crise ministérielle[63].
- 21 octobre : suppression des traitements des quatre cardinaux résidentiels[49].
- 24 octobre : le comte Apponyi, ambassadeur d'Autriche à Paris, remet ses lettres de créance à Louis-Philippe[49].
- 31 octobre : Tocqueville et Beaumont sollicitent une mission pour les États-Unis et rédigent pour cela un mémoire imprimé en 1831 sous le titre Note sur le système pénitentiaire et sur la mission confiée par M. le Ministre de l'Intérieur à MM. Gustave de Beaumont et Alexis de Tocqueville[68]. Tocqueville obtient un congé de dix-huit mois du garde des Sceaux pour étudier officiellement le système pénitentiaire américain. En fait, il projette déjà d'écrire un livre sur l'Amérique, œuvre susceptible de favoriser sa carrière politique.

### Novembre
- 2 novembre : gouvernement Laffitte, un gouvernement d'hommes d'affaires[20] ; Jacques Laffitte (parti du mouvement) est nommé président du Conseil en cumulant cette fonction avec le ministère des Finances. Adolphe Thiers est nommé secrétaire État aux Finances. Le maréchal Maison est ministre des Affaires étrangères en remplacement de Molé. Le comte de Montalivet est ministre de l'Intérieur en remplacement de Guizot. Joseph Mérilhou devient ministre de l'Instruction publique et des Cultes.

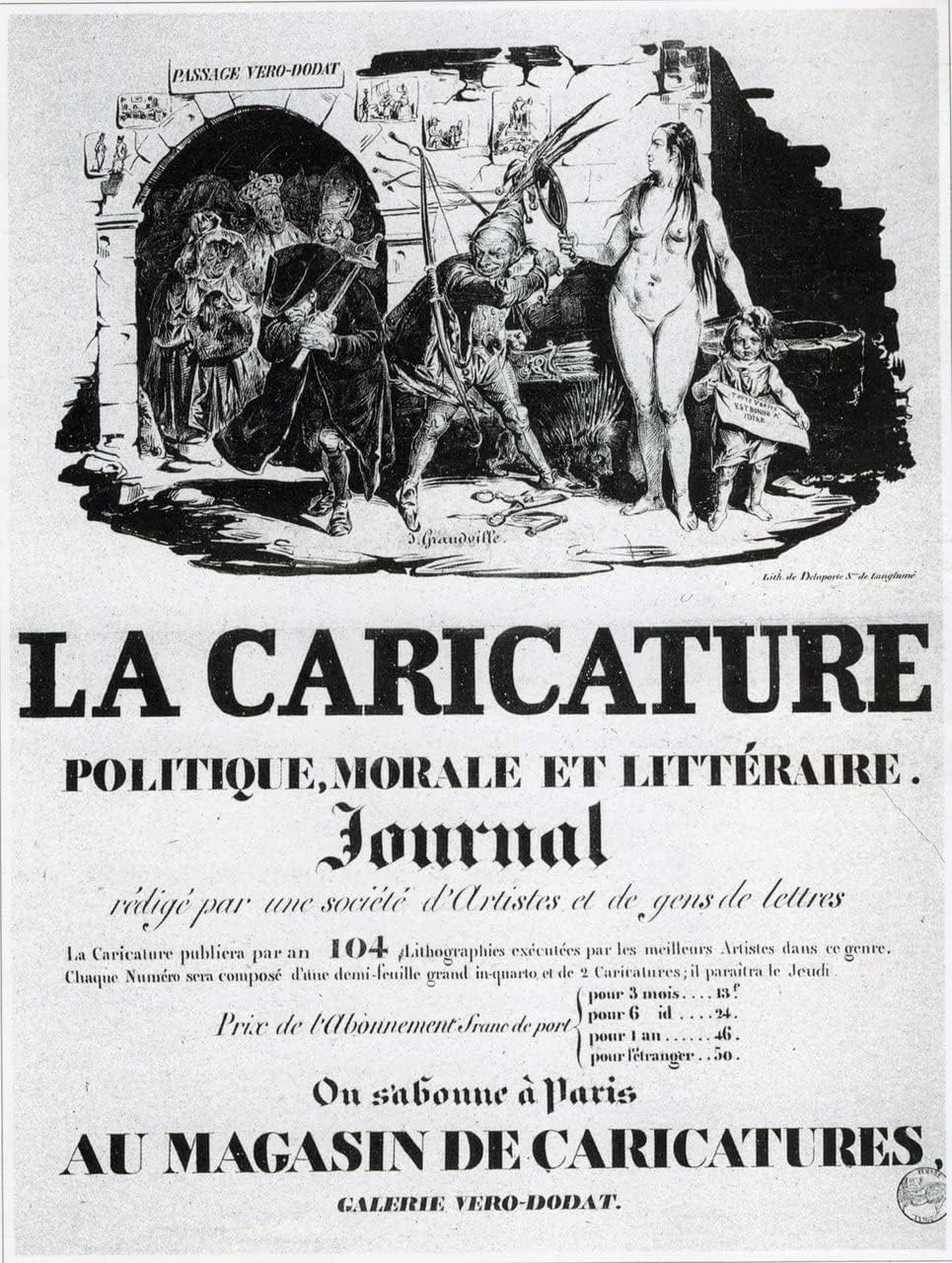
Publicité pour La Caricature, Politique, Morale et Littéraire Journal, Illustration de J.J. Grandville, 1830

- 4 novembre : Charles Philipon commence la publication de l'hebdomadaire satirique La Caricature avec des contributions de Daumier[49].
- 11 novembre : Enfantin reprend Le Globe, journal saint-simonien, avec Michel Chevalier comme directeur[69] (Jouffroy, Charles de Rémusat, Duchâtel, Sainte-Beuve et Ampère).
- 13 novembre : Le Rouge et le Noir, roman de Stendhal[70].
- 17 novembre : à l'occasion d'un remaniement ministériel, le général-comte Sébastiani de la Porta devient ministre des Affaires étrangères en remplacement du maréchal Maison, nommé ambassadeur à Vienne, tandis que le comte d'Argout le remplace à la Marine. Le maréchal Soult remplace le maréchal Gérard, jugé trop belliqueux dans les affaires belges, au ministère de la Guerre[15].
- 18 novembre : élections à l'Académie de Victor Cousin et de Viennet[71]. Benjamin Constant échoue encore[21].
- 19 novembre : Constant prononce son dernier discours à la Chambre[21].

### Décembre
- 5 décembre : première de la Symphonie fantastique d'Hector Berlioz[72].
- 8 décembre : Benjamin Constant meurt, assisté de Charlotte et de son ami Coulmann. Il reçoit le 12 décembre des funérailles nationales au Père-Lachaise[21].
- 10 décembre : loi sur la police des afficheurs et crieurs publics[58].
- 13 décembre : loi instituant la croix de Juillet[73].
- 15 - 21 décembre : début du procès des ministres de Charles X devant la Chambre des pairs au Palais du Luxembourg, tandis que l'émeute gronde autour du palais. Malgré des émeutes les 21 et 22, ils ne sont pas condamnés à mort mais à la prison à vie[15].
- 20 décembre : reconnaissance de l'indépendance de la Belgique par les grandes puissances[74].
- 21 décembre : fin du procès des ministres de Charles X. La Chambre des pairs les condamne à la réclusion à perpétuité, assortie de la mort civile pour le prince de Polignac[15].
- 24 décembre : à l'occasion du débat sur l'organisation de la Garde nationale, la Chambre des députés juge le titre de commandant général de la garde nationale contraire à la Charte ; le titulaire La Fayette démissionne le lendemain[75].
- 26 décembre :
  - la gauche suscite un incident à propos du retrait de La Fayette : Dupont de l'Eure démissionne de ses fonctions de garde des sceaux et il est remplacé par Joseph Mérilhou, lui-même remplacé par Félix Barthe[76]
  - le général Mouton, comte de Lobau, est nommé commandant de la Garde nationale de Paris[76].

## Naissances en 1830
- 10 juillet : Camille Pissarro, peintre français († 13 novembre 1903).
- 24 août : Adèle Hugo, cinquième enfant de Victor Hugo († 21 avril 1915).
- 30 août : Anatole de Cabrières, cardinal français, évêque de Montpellier († 21 décembre 1921).
- 8 septembre : Frédéric Mistral, poète français († 25 mars 1914).
- 2 décembre : Louis Léopold Ollier, chirurgien français fondateur de l'orthopédie († 25 novembre 1900).

## Décès en 1830
- 15 février : Antoine-Marie Chamans Comte de Lavalette (° 14 octobre 1769), directeur général des Postes sous le Premier Empire et proche de Napoléon Ier
- 23 février : Jean-Pierre Norblin de La Gourdaine, peintre, dessinateur, graveur et caricaturiste français naturalisé polonais (° 15 juillet 1745).
- 20 mars : Nicolas Antoine Taunay, peintre français (° 11 février 1755).
- 3 avril : Jean-Charles Tardieu, peintre français (° 3 septembre 1765).
- 4 septembre : Louis Autissier, peintre français (° 8 février 1772).
- 8 décembre : Benjamin Constant, homme politique et écrivain romantique français (° 1767), pseudonyme de Benjamin Constant de Rebecque.
- 31 décembre : Félicité de Genlis, écrivain français né en 1746, anciennement « gouverneur » du roi des Français, Louis-Philippe Ier.